# Pastricciola
Pastricciola (en cors Pastricciola) és un municipi francès, situat a la regió de Còrsega, al departament de Còrsega del Sud. L'any 1999 tenia 81 habitants.

## Demografia
| 1962 | 1968 | 1975 | 1982 | 1990 | 1999 |
| ---- | ---- | ---- | ---- | ---- | ---- |
| 179  | 241  | 180  | 115  | 89   | 81   |

## Administració
| Període   | Identitat      | Partit | Qualitat |
| --------- | -------------- | ------ | -------- |
| 2001-2008 | Pierre Pinelli |        |          |
| 2008-     | Félix Pinelli  |        |          |